# Tim Remer
Tim Remer (Spijkenisse, 29 juli 1985) is een Nederlandse handbalcoach en voormalig handbalspeler.

## Biografie
Al op jonge leeftijd vertrok Remer uit Nederland om in Duitsland te spelen, waar hij in de Duitse Handball-Bundesliga uitkwam. Tot en met 2018 zou hij voor verschillende Duitse clubs uitkomen, waarna hij naar Hurry-Up vertrok. In het seizoen 2018/2019 een dubbelrol als speler en coach bij Hurry-Up. Zijn trainersrol werd vanaf het seizoen 2019/2020 overgedragen aan Joop Fiege, maar als speler had hij nog een doorlopend contract dat nog gelde voor het seizoen 2019/2020. Hij speelde op meerdere posities, namelijk linkerhoek, linkeropbouw en middenopbouw.
Op 31 oktober 2003 speelde hij zijn eerste interland tegen Denemarken. Remer werd geselecteerd door bondscoach Erlingur Richardsson voor de selectie die deelnam aan het EK 2020. Na dit EK stopte Remer als international, waarmee hij in totaal 95 keer interlands speelde en 228 keer scoorde.
Van 2020 tot en met 2022 was Remer coach van de dames van SVBO.